# Zakamensk
Zakamensk (en russe : Закаменск) est une ville de la république de Bouriatie, en Russie, et le centre administratif du raïon de Zakamensk. Sa population s'élevait à 10 928 habitants en 2024.

## Toponymie
Le nom de Zakha désigne à l'origine le territoire situé entre les monts Djida et le Petit Khamar-Daban. Le mot vient du bouriate « zakha », qui signifie périphérie, et du mot russe Kamen qui signifie la pierre. Le nom de Zakamensk a été créé en 1959.

## Géographie

### Situation
La ville de Zakamensk se situe en Bouriatie, une république de Russie située en Transbaïkalie, région de Sibérie orientale à l'est du lac Baïkal. La république fait partie du district fédéral extrême-oriental. Centre administratif du raïon de Zakamensk, un raïon de la république, la ville est aussi le centre administratif du l'établissement urbain de Goussinooziorsk, une municipalité du raïon qui comprend trois autres localités,. Le fuseau horaire de la ville est MSK+5 (heure d'Irkoutsk).  Le décalage horaire appliqué par rapport au temps universel coordonné est +08:00.
Zakamensk est située à 344 km au sud-ouest d'Oulan-Oudé, tout près de la frontière mongole, dans le sud-ouest de la Bouriatie. La ville se trouve dans la partie centrale des monts Djida, dans la vallée de la rivière Modonkoul, un affluent droit de la rivière Djida qui appartient au bassin de la Selenga, et donc du Baïkal. La ville se trouve à une altitude d'environ 1 100 mètres au-dessus du niveau de la mer, et les montagnes environnantes ont des altitudes variant de 1 300 à 1 400 m.

### Climat
Le climat de la ville est nettement continental. Les vents soufflent principalement vers le nord et le nord-ouest. En raison de ces vents, cela permet la diffusion de la pollution atmosphérique dans la ville. En hiver se produit des couches d'inversion, qui bloquent la circulation de l'air, contribuant à renforcer la pollution atmosphérique.

### Pollution
L'usine de tungstène-molybdène de la Djida a, aux cours de ses années d'activités et même après sa fermeture, fortement affecté l'environnement de Zakamensk. La pollution aux métaux lourds présente dans les sols de la ville affecte la santé de ses habitants, tandis que la pollution atmosphérique entraîne des risques accrues de maladies cardio-vasculaires, de cancer du poumon et de problèmes respiratoires chroniques, tels que l'asthme.

## Histoire

### Empire russe
La localité est d'abord un camp de mineurs, créé en 1893 sous le nom de Gorodok. 

### Période soviétique
Son histoire est inextrciablement lié aux gisements de tungstène-molybdène présents dans la ville. Le 9 juillet 1932, une équipe d'exploration géologique a ouvert la première veine de quartz avec de gros cristaux de tungstène , découvrant le gisement de tungstène de la Djida. En conséquence l'usine de tungstène-molybdène de la Djida est fondée en 1934 par ordre Commissariat du peuple de l'URSS de l'industrie lourde. L'usine s'appuie sur le gisement de molybdène du Premier-Mai et les gisements de tungstène de Kholtoson et d'Inkour. En 1934, elle produitsait 73,5 % du tungstène produit en URSS, en 1935 65,7 % et en 1937 50 %. Elle reçoit le statut de ville en 1944 et prend le nom de Zakamensk en 1959.
Après la Seconde Guerre mondiale, l'usine a augmenté ses capacités de productions. Pendant l'après-guerre, la ville s'est grandement développé avec des bâtiments résidentiels, services publics et usines. Une branche du collège d'ingénierie et pédagogique de Bouriatie et un collège agrotechnique ont été fondé dans la ville.

### Depuis 1991
Mais en 1992, après l'effondrement de l'URSS, la production a diminué de 70 %. Le 26 février 1998, l'usine de tungstène-molybdène de Dzhida a fermé.

## Population
Recensements (*) ou estimations de la population
| 1959*  | 1970*  | 1979*  | 1989*  | 2002*  | 2010*  | 2012   |
| ------ | ------ | ------ | ------ | ------ | ------ | ------ |
| 13 751 | 12 746 | 13 227 | 15 591 | 12 709 | 11 524 | 11 540 |

| 2013   | 2014   | 2015   | 2016   | 2017   | 2018   | 2019   |
| ------ | ------ | ------ | ------ | ------ | ------ | ------ |
| 11 493 | 11 455 | 11 369 | 11 234 | 11 249 | 11 164 | 11 195 |

| 2021*  | 2024   | - | - | - | - | - |
| ------ | ------ | - | - | - | - | - |
| 11 365 | 10 928 | - | - | - | - | - |